# Беккаи, Мбарек Си

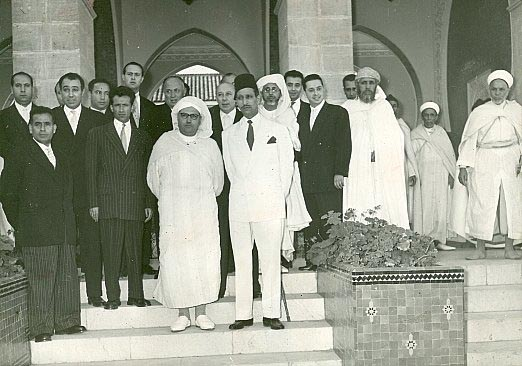
Мбарек Си Беккаи (в центре в гастуке) со своим правительством

Мбарек Си Беккаи (араб. مبارك البكاي‎; 18 апреля 1907, Беркан, Французский протекторат Марокко — 12 апреля 1961, Рабат) — марокканский государственный деятель, первый премьер-министром Марокко (7 декабря 1955 — 15 апреля 1958).

## Биография
Берберского происхождения. Учился во французской школе. Затем в военном училище Дар-эль-Бейда (ныне Королевская военная академия Мекнес). Служил во французской армии, отличился в марокканской кампании против антифранцузских повстанцев в 1929 г.
В конце 1934 года переведен в Марракеш. Участник Второй мировой войны. В чине лейтенанта сражался в ходе французской кампании. В мае 1940 г. был тяжело ранен, после ампутации ноги, эвакуирован. Отмечен наградами Франции.
В 1943 году вышел в отставку как инвалид войны в звании капитана. Оставил воинскую службу во французской армии в 1946 году и был произведен в подполковники запаса в 1953 году.
Один из немногих марокканцев, протестовавших в 1953 году против низложения султана Мухаммеда V. После отречения султана в октябре 1955 года назначен членом тронного совета.
С 7 декабря 1955 по 15 апреля 1958 года занимал пост первого премьер-министра Марокко.
2 марта 1956 года подписал вместе с Кристианом Пино, представляющим Францию, и 7 апреля с Мартином Артахо, представляющим Испанию акт о независимости Марокко.
Ушёл с поста премьер-министра во время майского кризиса 1958 года, который был вызван отказом допустить Партию народного движения.
Умер в Рабате 12 апреля 1961 года — через 45 дней после смерти короля Мухаммеда V — и был похоронен в Рабате.

## Награды
- Военный крест за внешние театры военных действий (1929)
- Военный крест (Франция) (1941)
- Кавалер ордена Почётного легиона (1941)
- Офицер ордена Почётного легиона (1947)